# Hieracium cuspidifrons
Hieracium cuspidifrons es una especie de planta con flor del género Hieracium, de la familia Asteraceae, orden Asterales.

## Distribución
Hieracium cuspidifrons se distribuye por España.

## Taxonomía
Fue descrita científicamente por (Zahn) Mateo, Egido & Gomiz. Fue publicada en Fl. Montiberica.